# Óscar Míguez
Artikeln följer den spanska namnseden; faderns efternamn är Míguez och moderns efternamn Antón.
Óscar Omar Míguez Antón, född 5 december, 1927 i Montevideo, död 19 augusti, 2006 i Montevideo, var en uruguayansk fotbollsspelare aktiv under 1940-, 50- och 60-talet. Han är mest känd för sitt deltagande i Maracanazo (sista matchen vid VM 1950), och långa karriär som spelare för montevideo-klubben Peñarol.

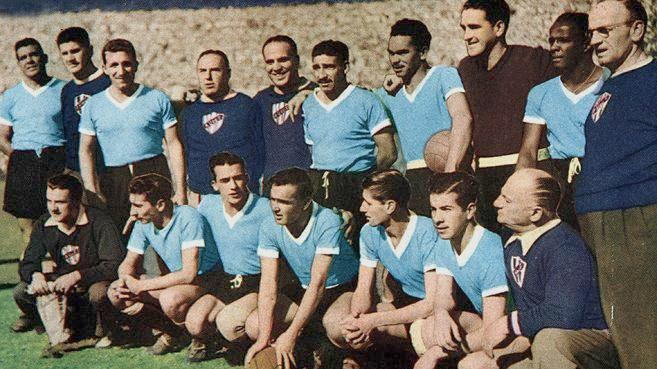
Uruguays världsmästarlag 1950, med Míguez i mitten av nedre raden

## Klubbkarriär
Míguez spelade större delen av sin karriär i det uruguayanska klubblaget Peñarol. Han spelade där från 1948 till 1959 och blev sexfaldig uruguayansk mästare (1949, 1951, 1953, 1954, 1958, 1959), och tvåfaldig skytteligavinnare (flest mål under en säsong: 1948 och 1949). Han spelade 137 matcher i ligan och gjorde 107 mål innan han flyttade till Peru 1960. Där spelade han för Sporting Cristal och blev lagets stora stjärnvärvning tillsammans med Alberto Terry och Alberto Gallardo.

## Landslagskarriär
Míguez debuterade i det uruguayanska landslaget den 30 april 1950 i en vänskapsmatch mot Paraguay, vid 22 års ålder. Han deltog i två världsmästerskap (1950 och 1954) och två sydamerikanska mästerskap (1955 och 1956), med en vinst i vardera turnering. 
1950 deltog Míguez i Uruguays andra vinst av världsmästerskapet  i fotboll, som spelades i grannlandet Brasilien. Míguez spelade i lagets första match i turneringen mot Bolivia, där han gjorde ett hattrick. I turneringens andra gruppspelsomgång var Uruguay tvunget att få poäng (oavgjort eller vinst) över Sverige i omgångens näst sista match, om man skulle ha en chans att vinna mästerskapet. Svenskarna ledde matchen vid halvtidsvila med 2–1 efter mål av Karl-Erik Palmér och Stig Sundqvist. Míguez gjorde två mål i andra halvlek. Tre dagar senare, den 16 juli 1950 deltog Miguez i turneringens sista match mot värdnationen Brasilien.
Fyra år senare deltog Míguez i Uruguays trupp vid VM 1954 i Schweiz. Laget lyckades ta sig till en fjärdeplacering efter förlust mot Österrike i matchen om tredjepris. Míguez gjorde tre mål i denna turnering vilket gjorde honom till den främste uruguayanske spelaren med flest gjorda mål i VM, med totalt åtta mål (februari 2012).
Míguez medverkade i 39 landskamper och gjorde 27 mål för Uruguay, och spelade sin sista landskamp mot Argentina den 30 april 1958, exakt åtta år efter sin debut för La Celeste.

### Fotnoter
1. 1 2  ”Óscar “Cotorra” Míguez” (på spanska). Padre y decano. Arkiverad från originalet den 2 november 2012. https://web.archive.org/web/20121102224552/http://www.padreydecano.com/cms/idolos/oscar-cotorra-miguez/. Läst 1 februari 2013.
2. 1 2 3  Fernando Passo Alpuin, Luis (23 april 2008). ”Oscar Omar Míguez - Goals in International Matches”. RSSSF. Arkiverad från originalet den 24 november 2011. https://web.archive.org/web/20111124141822/http://rsssf.com/miscellaneous/omiguez-intlg.html. Läst 31 januari 2013.
3. ↑  ”Classic football: Sporting Cristal”. Fifa. Arkiverad från originalet den 30 oktober 2012. https://web.archive.org/web/20121030183333/http://www.fifa.com/classicfootball/clubs/club%3D1891283/index.html. Läst 1 februari 2013.
4. ↑  ”FIFA Player Statistics: Oscar MIGUEZ”. Fifa. Arkiverad från originalet den 27 augusti 2012. https://web.archive.org/web/20120827151935/http://www.fifa.com/worldfootball/statisticsandrecords/players/player%3D54212/index.html. Läst 1 februari 2013.
5. ↑  ”1950 FIFA World Cup Brazil : Uruguay - Bolivia”. Fifa. Arkiverad från originalet den 12 oktober 2012. https://web.archive.org/web/20121012234408/http://www.fifa.com/worldcup/archive/edition%3D7/results/matches/match%3D1185/report.html. Läst 1 februari 2013.
6. ↑  ”1950 FIFA World Cup Brazil : Uruguay - Sweden”. Fifa. Arkiverad från originalet den 27 augusti 2012. https://web.archive.org/web/20120827165957/http://www.fifa.com/worldcup/archive/edition%3D7/results/matches/match%3D1231/report.html. Läst 1 februari 2013.
7. ↑  ”1950 FIFA World Cup Brazil : Uruguay - Brazil”. Fifa. Arkiverad från originalet den 16 oktober 2012. https://web.archive.org/web/20121016172555/http://www.fifa.com/worldcup/archive/edition%3D7/results/matches/match%3D1190/report.html. Läst 1 februari 2013.
8. ↑  ”FIFA Classic Match: A deafening silence”. Fifa. Arkiverad från originalet den 31 januari 2013. https://web.archive.org/web/20130131231634/http://www.fifa.com/classicfootball/matches/match=1190/. Läst 1 februari 2013.
9. ↑  ”Sad farewells in 2006” (på engelska). Fifa. Arkiverad från originalet den 12 november 2012. https://web.archive.org/web/20121112121940/http://www.fifa.com/worldfootball/news/newsid%3D109158.html. Läst 1 februari 2013.